# Стивенс, Брет
Брет Луис Стивенс (англ. Bret Louis Stephens; род. 21 ноября 1973) — американский журналист и политический комментатор, публицист; лауреат Пулитцеровской премии за 2013 год. Внешнеполитический обозреватель и заместитель редактора Уолл-Стрит Джорнал.

## Ранние годы
Родился в Нью-Йорке. Родители, — Ксения и Чарльз Стивенсы — секулярные евреи. Дед по отцовской линии — Луис Эрлих, уроженец Кишинёва, эмигрировавший в Америку с родителями в 1906 году — поменял фамилию на Стивенс (в честь поэта Дж. Стивенса).
В подростковом возрасте посещал школу-интернат Мидлсекс в Массачусетсе. Изучал политическую философию в университете Чикаго, а также сравнительную политологию в Лондонской школе экономики.

## Карьера
Начал карьеру журналиста в Уолл-Стрит Джорнал в качестве внештатного редактора в Нью-Йорке. Затем работал журналистом того же издания в Брюсселе.
С 2002 года по 2004 год был главным редактором «Джерузалем пост».

## Политические взгляды
В своей книге «America in Retreat: The New Isolationism and the Coming Global Disorder» (2014), Стивенс отстаивает тезис о том, что отказ США от силового поддержания мирового правопорядка в первые десятилетия XXI в. может привести к нарастанию мировых проблем в будущем.
По мнению Стивенса, ведущие мировые державы, в первую очередь США, должны применять для поддержания мирового правопорядка теорию разбитых окон, а именно, незамедлительно пресекать преступления против человечности, совершаемые отдельными правительствами или авторитарными лидерами. Среди успешных операций такого рода Стивенс называет бомбардировку Сербии силами НАТО в 1999 г. для перекращение этнических чисток в Косово. В качестве обратного примера Стивенс называет отказ президента США Барака Обамы от наказания Башара Асада за применение химического оружия против гражданского населения Сирии.
В издании The New York Times опубликовал статью «Диссиденты превыше всего: внешнеполитическая доктрина администрации Байдена», в которой призвал власти США признать Алексея Навального диссидентом, и поставил его в один ряд с Александром Солженицыным, Андреем Сахаровым и Натаном Щаранским.

## Премии и отличия
- 2005: был назван в числе молодых лидеров Всемирного экономического форума.
- 2008: Премия Эрика Бранделя за достижения в публицистике[англ.]
- 2010: премия Бастиа
- 2012: Пулитцеровская премия[1]

## Личная жизнь
Жена: Коринна да Фонсека-Волхайм, музыкальный критик Нью-Йорк Таймс. Пара имеет трех детей и проживает в Нью-Йорке.